# Radio Beat
Radio Beat je česká rozhlasová stanice, která se specializuje na rockovou hudbu, především na žánry rock, hard & heavy apod. Jedná se hlavně o hudební styly v rozmezí 60. až 80. let 20. století.
Stanice začala vysílat 1. ledna 2002 jako lokální pražská rozhlasová stanice. I přesto, že je stanice poměrně ostře stylově i časově vyhraněná, během krátké doby získalo její vysílání velkou oblibu mezi posluchači. Stanice postupně rozšiřuje síť pozemních vysílačů a vysílání se rozšiřuje i na další místa České republiky. Svým signálem pokrývá Prahu, střední Čechy, část východních Čech, jižních Čech, Vysočinu a celou Moravu. Vysílá také na internetu a v DAB+. Poslechovost stanice stále stoupá, má přes 410 000 posluchačů týdně.

## Vysílací frekvence
| Území               | Frekvence |
| ------------------- | --------- |
| Praha a okolí       | 95,3 FM   |
| Kutná Hora          | 107,5 FM  |
| Beroun              | 107,7 FM  |
| Brno a okolí        | 91,0 FM   |
| Liberec             | 107,8 FM  |
| Mladá Boleslav      | 94,4 FM   |
| České Budějovice    | 101,2 FM  |
| Tábor               | 98,6 FM   |
| Jihlava             | 92,5 FM   |
| České Budějovice    | 101,2 FM  |
| Jindřichův Hradec   | 101,0 FM  |
| Benešov a okolí     | 96,9 FM   |
| Rychnov nad Kněžnou | 107,6 FM  |
| Slavonice           | 100,8 FM  |
| Pardubice a okolí   | 107,8 FM  |
| Hradec Králové      | 94,9 FM   |
| Jablonec nad Nisou  | 94,5 FM   |
| Plzeň-město         | 107,3 FM  |
| Rokycany            | 94,4 FM   |
| Karlovy Vary        | 106,8 FM  |
| Most                | 93,0 FM   |
| Zlín                | 98,8 FM   |
| Žďár nad Sázavou    | 98,7 FM   |
| Cheb                | 106,6 FM  |
| Opava               | 106,0 FM  |
| Olomouc             | 93,8 FM   |
| Ostrava             | 90,4 FM   |
| Česká Lípa          | 107,8 FM  |
| Strakonice          | 107,7 FM  |
| Děčín               | 99,3 FM   |
| Písek               | 96,6 FM   |
| Klatovy             | 103,3 FM  |
| Český Krumlov       | 92,9 FM   |
| Příbram             | 107,4 FM  |
| Trhový Štěpánov     | 101,6 FM  |
| Velké Meziříčí      | 99,1 FM   |
| Vsetín              | 93,5 FM   |
| Chomutov            | 88,5 FM   |
| Kladno              | 107,5 FM  |
| Uherské Hradiště    | 100,0 FM  |
| Třinec              | 96,0 FM   |
| Vyškov              | 91,1 FM   |
| Litoměřice          | 107,7 FM  |
| Trutnov             | 91,4 FM   |
| Tachov              | 96,2 FM   |
| Rakovník a okolí    | 105,7 FM  |
| Pelhřimov a okolí   | 99,6 FM   |
| Prachatice          | 107,9 FM  |
| Nový Jičín a okolí  | 105,5 FM  |
| Třebíč              | 99,5 FM   |
| Hodonín             | 105,6 FM  |

## Pořady
- Roky v rocku (pondělí 20–23 hodin) – Honza Hamerník, Honza Podzimek
- 11 v 11 (pondělí 23–00 hodin) – Martin Vysušil
- Repríza nedělního Hard & Heavy (úterý 00–04 hodin) – Standa Rubáš (20–23), David Kédl (23–00), …
- Kalumet strýčka indiána (úterý 19–20 hodin) – Michal Ambrož
- Rocková zpovědnice (úterý 20–23 hodin) – Honza Hamerník
- Půlnoční album (úterý a čtvrtek 23–00 hodin)
- Uši Radia Beat (středa 19–20 hodin) – Petr Korál
- Bez lupenu do kotle (středa 20–00 hodin) – Honza Hamerník
- Svěženky a machři (čtvrtek 19–20 hodin) – Vojtěch Lindaur, Standa Rubáš
- Rockové škatule (čtvrtek 20–23 hodin) – Standa Rubáš
- Rockerova rána (pátek 09–10 hodin – Honza Tomek nebo Pavel Malúš
- Větrník (pátek 19–22 hodin) – Jaromír Tůma, Honza Hamerník
- Rocková pípa (sobota 19–23 hodin) – Honza Hamerník nebo Vladimír Vlach
- Krásné nálezy (neděle 19–20 hodin) – Jaroslav Císař (první díl 9. října 2011)
- Hard & Heavy (neděle 20–00 hodin) – Standa Rubáš + Petr Korál nebo Standa Rubáš + Bohouš Němec (20–23), David Kédl (23–00)

### Zrušené
- Jak to vidí (neděle 19–20 hodin) – Petr Žantovský (poslední díl 2. října 2011)
- Beatová klenotnice – Vojtěch Lindaur, Honza Hamerník

## Internetové vysílání
Internetové vysílání lze naladit na adrese play.cz (formáty WMA, MP3, OGG a AAC+) nebo abradio.cz Archivováno 22. 8. 2009 na Wayback Machine. (formát WMA).

## Moderátoři

### Současní

#### Hlavní
- Katka „Kachna“ Kolínková (Seibertová)
- Petr „Vejvoďák“ Vejvoda
- Otta Seemann
- Honza Hamerník
- Pepa Lábus
- Petr Šimáček
- Dan Kohout
- Standa Rubáš
- Martin Vysušil
- Petr Polák
- Jirka Rogl

#### Ostatní
- Michal Ambrož (Naděje Beatu, Kalumet strýčka indiána a Beatfest)
- Jaromír Tůma (Větrník)
- Vojtěch Lindaur (Beatová klenotnice a Svěženky a machři)
- Petr Korál (Uši rádia Beat a Hard & Heavy)
- Jaroslav Císař (Krásné nálezy)
- Honza Podzimek (Roky v rocku)

### Dřívější

#### Hlavní
- Tomáš Morávek (?–2011)
- Pavel Malúš (?–2011)
- Vlasta Firman
- Honza Tomek
- Vladimír Vlach
- Martin Simandl

#### Ostatní
- Petr Žantovský (Jak to vidí)

## Program

#### Lichý týden
| Den | 00:00                             | 1:00                   | 6:00                   | 9:00             | 14:00            | 15:00        | 17.00          | 19:00                   | 20:00           | 23:00          |
| --- | --------------------------------- | ---------------------- | ---------------------- | ---------------- | ---------------- | ------------ | -------------- | ----------------------- | --------------- | -------------- |
| Po  | American Rock Show - repríza      | Rock Non - Stop        | Katka Kachna Kolínková | Vejvoďák         | Tupláky na Beatu | Otta Seemann | Standa Rubáš   | Rok Non - Stop          | Roky v ro(c)ku  | 11 v 11        |
| Den | 0:00                              | 4:00                   | 6:00                   | 9:00             | 14:00            | 15:00        | 17:00          | 19:00                   | 20:00           | 23:00          |
| Út  | Hard and Heavy - repríza          | Rok Non - Stop         | Katka Kachna Kolínková | Vejvoďák         | Tupláky na Beatu | Otta Seemann | Standa Rubáš   | Kalumet strýčka indiána | Honza Hammerník | Půlnoční album |
| Den | 0:00                              | 2:00                   | 6:00                   | 9:00             | 14:00            | 15:00        | 19:00          | 20:00                   |                 |                |
| St  | 11 v 11 - repríza                 | Rock Non - Stop        | Katka Kachna Kolínková | Vejvoďák         | Tupláky na Beatu | Otta Seemann | Rok Non - Stop | Bez lupenu do kotle     |                 |                |
| Den | 0:00                              | 3:00                   | 6:00                   | 9:00             | 14:00            | 15:00        | 17:00          | 19:00                   | 20:00           | 23:00          |
| Čt  | Kalumet strýčka indiána - repríza | Rock Non - Stop        | Katka Kachna Kolínková | Vejvoďák         | Tupláky na Beatu | Otta Seemann | Standa Rubáš   | Depozitář POP Muzea     | Honza Hamerník  | Půlnoční album |
| Den | 0:00                              | 6:00                   | 9:00                   | 14:00            | 15:00            | 19:00        |                |                         |                 |                |
| Pá  | Rock Non - Stop                   | Katka Kachna Kolínková | Standa Rubáš           | Tupláky na Beatu | Otta Seemann     | Páteční flám |                |                         |                 |                |
| Den | 0:00                              | 8:00                   | 19:00                  |                  |                  |              |                |                         |                 |                |
| So  | Rock Non - Stop                   | Tematický víkend       | Rocková pípa           |                  |                  |              |                |                         |                 |                |
| Den | 0:00                              | 8:00                   | 19:00                  | 20:00            |                  |              |                |                         |                 |                |
| Ne  | Rock Non - Stop                   | Tematický víkend       | Krásné nálezy          | Hard & Heavy     |                  |              |                |                         |                 |                |

#### Sudý týden
| Den | 00:00                         | 1:00                         | 6:00                   | 9:00                   | 14:00                      | 15:00            | 17.00        | 19:00              | 20:00               | 23:00          |
| --- | ----------------------------- | ---------------------------- | ---------------------- | ---------------------- | -------------------------- | ---------------- | ------------ | ------------------ | ------------------- | -------------- |
| Po  | Depozitář POP Muzea - repríza | Rock Non - Stop              | Katka Kachna Kolínková | Vejvoďák               | Tupláky na Beatu           | Otta Seemann     | Standa Rubáš | Rok Non - Stop     | Roky v ro(c)ku      | 11 v 11        |
| Den | 0:00                          | 4:00                         | 6:00                   | 9:00                   | 14:00                      | 15:00            | 17:00        | 19:00              | 20:00               | 23:00          |
| Út  | Hard and Heavy - repríza      | Rock Non - Stop              | Katka Kachna Kolínková | Vejvoďák               | Tupláky na Beatu           | Otta Seemann     | Standa Rubáš | Naděje Beatu       | Rocková zpovědnice  | Půlnoční album |
| Den | 1:00                          | 2:00                         | 6:00                   | 9:00                   | 14:00                      | 15:00            | 17:00        | 19:00              | 20:00               |                |
| St  | 11 v 11 - repríza             | Rock Non - Stop              | Katka Kachna Kolínková | Vejvoďák               | Tupláky na Beatu           | Otta Seemann     | Standa Rubáš | Uši rádia Beat     | Bez lupenu do kotle |                |
| Den | 0:00                          | 3:00                         | 6:00                   | 9:00                   | 14:00                      | 15:00            | 17:00        | 19:00              | 20:00               | 23:00          |
| Čt  | Naděje Beatu - repríza        | Rock Non - Stop              | Katka Kachna Kolínková | Vejvoďák               | Tupláky na Beatu           | Otta Seemann     | Standa Rubáš | American Rock Show | Větrník             | Půlnoční album |
| Den | 0:00                          | 1:00                         | 4:00                   | 6:00                   | 9:00                       | 14:00            | 15:00        | 17:00              | 19:00               |                |
| Pá  | Uši rádia Beat - repríza      | Rocková zpovědnice - repríza | Rock Non - Stop        | Katka Kachna Kolínková | Vejvoďák má víkendové tipy | Tupláky na Beatu | Otta Seemann | Standa Rubáš       | Páteční flám        |                |
| Den | 0:00                          | 8:00                         | 19:00                  |                        |                            |                  |              |                    |                     |                |
| So  | Rock Non - Stop               | Tematický víkend             | Rocková pípa           |                        |                            |                  |              |                    |                     |                |
| Den | 0:00                          | 8:00                         | 19:00                  | 20:00                  |                            |                  |              |                    |                     |                |
| Ne  | Rock Non - Stop               | Tematický víkend             | Krásné nálezy          | Hard & Heavy           |                            |                  |              |                    |                     |                |

## Beatová síň slávy
Od roku 2004 uvádí rádio Beat každoročně legendy české rockové hudby do Beatové síně slávy.

## 500 fláků od beaťáků
500 fláků od beaťáků je žebříček 500 rockových písní, o jejichž výběru a pořadí rozhoduje hlasování posluchačů rádia.
| Rok  | Pořadí | Skladba                          | Kapela         |
| ---- | ------ | -------------------------------- | -------------- |
| 2005 | 1.     | Child in Time                    | Deep Purple    |
| 2005 | 2.     | Another Brick in the Wall Part 2 | Pink Floyd     |
| 2005 | 3.     | Stairway to Heaven               | Led Zeppelin   |
| 2006 | 1.     | Stairway to Heaven               | Led Zeppelin   |
| 2006 | 2.     | Money                            | Pink Floyd     |
| 2006 | 3.     | Child in Time                    | Deep Purple    |
| 2007 | 1.     | Another Brick in the Wall Part 2 | Pink Floyd     |
| 2007 | 2.     | Black Dog                        | Led Zeppelin   |
| 2007 | 3.     | Hey Jude                         | The Beatles    |
| 2008 | 1.     | Smoke on the Water               | Deep Purple    |
| 2008 | 2.     | Run to the Hills                 | Iron Maiden    |
| 2008 | 3.     | Stairway to Heaven               | Led Zeppelin   |
| 2010 | 1.     | Highway to Hell                  | AC/DC          |
| 2010 | 2.     | Stairway to Heaven               | Led Zeppelin   |
| 2010 | 3.     | (I Can't Get No) Satisfaction    | Rolling Stones |
| 2013 | 1.     | Stairway to Heaven               | Led Zeppelin   |
| 2013 | 2.     | Child in Time                    | Deep Purple    |
| 2013 | 3.     | Highway to Hell                  | AC/DC          |
| 2017 | 1.     | Highway to Hell                  | AC/DC          |
| 2017 | 2.     | Child in Time                    | Deep Purple    |
| 2017 | 3.     | High Hopes                       | Pink Floyd     |

## 100 nejlepších rockových alb ve 100 dnech
100 nejlepších rockových alb ve 100 dnech je žebříček 100 nejlepších rockových alb, o jejichž pořadí rozhodovali posluchači svým hlasováním každý všední den od 19. října 2009 do 15. března 2010. Každé nejlepší album bylo pak celé odehráno.
| Pořadí | Skupina/zpěvák                        | Album                                                         |
| ------ | ------------------------------------- | ------------------------------------------------------------- |
| 1.     | The Beatles                           | White Album                                                   |
| 2.     | Van Halen                             | 5150                                                          |
| 3.     | Frank Zappa                           | Sheik Yerbouti                                                |
| 4.     | Deep Purple                           | In Rock                                                       |
| 5.     | Bruce Spingsteen                      | Born In The USA                                               |
| 6.     | Joe Satriani                          | Crystal Planet                                                |
| 7.     | Vladimír Mišík                        | Stříhali dohola malého chlapečka                              |
| 8.     | Lynyrd Skynyrd                        | Second Helping                                                |
| 9.     | David Bowie                           | The Rise and Fall of Ziggy Stardust and the Spiders from Mars |
| 10.    | Alice Cooper                          | Billion Dollar Babies                                         |
| 11.    | Yes                                   | Close to the Edge                                             |
| 12.    | Bob Dylan                             | Highway 61 Revisited                                          |
| 13.    | Helloween                             | Keeper Of The Seven Keys part I                               |
| 14.    | Blue Effect                           | Svět hledačů                                                  |
| 15.    | Def Leppard                           | Pyromania                                                     |
| 16.    | Mike Oldfield                         | Tubular Bells                                                 |
| 17.    | Uriah Heep                            | Look At Yourself                                              |
| 18.    | Talking Heads                         | Little Creatures                                              |
| 19.    | UFO                                   | Lights Out                                                    |
| 20.    | Creedence Clearwater Revival          | Willy and the Poor boys                                       |
| 21.    | Jeff Beck                             | Blow By Blow                                                  |
| 22.    | Katapult                              | 2006                                                          |
| 23.    | King Crimson                          | In the Court of the Crimson King                              |
| 24.    | Red Hot Chilli Peppers                | Blood Sugar Sex Magik                                         |
| 25.    | Fermata                               | Huascaran                                                     |
| 26.    | Guns N' Roses                         | Appetite For Destruction                                      |
| 27.    | ELO                                   | A New World Record                                            |
| 28.    | Whitesnake                            | Whitesnake                                                    |
| 29.    | Dream Theater                         | Metropolis Part 2                                             |
| 30.    | Bachman–Turner Overdrive              | Not Fragile                                                   |
| 31.    | Dire Straits                          | Brothers In Arms                                              |
| 32.    | Eagles                                | Hotel California                                              |
| 33.    | Jiří Schelinger a Skupina F. R. Čecha | Hrrr... na ně!                                                |
| 34.    | Janis Joplin                          | Pearl                                                         |
| 35.    | King Diamond                          | Abigail                                                       |
| 36.    | Midnight Oil                          | Diesel And Dust                                               |
| 37.    | Kiss                                  | Dynasty                                                       |
| 38.    | Lou Reed                              | Coney Island Baby                                             |
| 39.    | Mötley Crüe                           | Shout At The Devil                                            |
| 40.    | Luboš Pospíšil                        | Tenhle vítr jsem měl rád                                      |
| 41.    | U2                                    | The Joshua Tree                                               |
| 42.    | ZZ Top                                | Eliminator                                                    |
| 43.    | Tři sestry                            | Na Kovárně to je nářez                                        |
| 44.    | Led Zeppelin                          | Led Zeppelin IV                                               |
| 45.    | The Clash                             | London Calling                                                |
| 46.    | Free                                  | Highway                                                       |
| 47.    | Genesis                               | The Lamb Lies Down On Broadway                                |
| 48.    | The Who                               | Who's Next                                                    |
| 49.    | Jethro Tull                           | Aqualung                                                      |
| 50.    | The Jimi Hendrix Experience           | Are You Experienced                                           |
| 51.    | Aerosmith                             | Toys In The Attic                                             |
| 52.    | Pink Floyd                            | The Dark Side Of The Moon                                     |
| 53.    | The Guess Who                         | American Woman                                                |
| 54.    | The Doors                             | The Doors                                                     |
| 55.    | Nirvana                               | Nevermind                                                     |
| 56.    | Sex Pistols                           | Never Mind the Bollocks, Here's the Sex Pistols               |
| 57.    | Black Sabbath                         | Paranoid                                                      |
| 58.    | Simon & Garfunkel                     | Bridge Over Troubled Water                                    |
| 59.    | AC/DC                                 | Back in Black                                                 |
| 60.    | The Police                            | Synchronicity                                                 |
| 61.    | Metallica                             | Metallica                                                     |
| 62.    | The Byrds                             | Mr. Tambourine Man                                            |
| 63.    | Green Day                             | American Idiot                                                |
| 64.    | Collegium Musicum                     | Konvergencie                                                  |
| 65.    | Motörhead                             | Ace Of Spades                                                 |
| 66.    | Focus                                 | Mowing Waves                                                  |
| 67.    | Krausberry                            | Na větvi                                                      |
| 68.    | Pearl Jam                             | Ten                                                           |
| 69.    | Supertramp                            | Breakfast In America                                          |
| 70.    | Thin Lizzy                            | Jailbreak                                                     |
| 71.    | Eric Clapton                          | Slowhand                                                      |
| 72.    | Gary Moore                            | Still Got The Blues                                           |
| 73.    | Iron Maiden                           | The Number Of The Beast                                       |
| 74.    | Marillion                             | Misplaced Childhood                                           |
| 75.    | Framus Five                           | Kolej Yesterday                                               |
| 76.    | Nazareth                              | Razamanaz                                                     |
| 77.    | Manowar                               | Fighting The World                                            |
| 78.    | Neil Young                            | Harvest                                                       |
| 79.    | Judas Priest                          | British Steel                                                 |
| 80.    | Omega                                 | 10 000 Lépés                                                  |
| 81.    | Ozzy Osbourne                         | Ozzmosis                                                      |
| 82.    | Peter Gabriel                         | So                                                            |
| 83.    | Queen                                 | A Night At The Opera                                          |
| 84.    | Rainbow                               | Rising                                                        |
| 85.    | The Rolling Stones                    | Sticky Fingers                                                |
| 86.    | Rush                                  | Moving Pictures                                               |
| 87.    | Santana                               | Abraxas                                                       |
| 88.    | Scorpions                             | Crazy World                                                   |
| 89.    | Slade                                 | Slade Alive!                                                  |
| 90.    | Ten Years After                       | Stonedhenge                                                   |
| 91.    | Visací Zámek                          | Start 02                                                      |
| 92.    | Accept                                | Metal Heart                                                   |
| 93.    | Bad Company                           | Bad Company                                                   |
| 94.    | Crosby, Stills, Nash and Young        | Déjà vu                                                       |
| 95.    | Emerson, Lake & Palmer                | Tarkus                                                        |
| 96.    | Grand Funk Railroad                   | We're an American Band                                        |
| 97.    | Patti Smith                           | Horses                                                        |
| 98.    | The Plastic People of the Universe    | Hovězí porážka                                                |
| 99.    | Queensrÿche                           | Operation Mindcrime                                           |
| 100.   | Progres 2                             | Dialog s vesmírem                                             |

## Nejlepší z nejlepších
Nejlepší z nejlepších je žebříček 22 nejlepších alb hudební historie, který byl odehrán o víkendu 9. února - 10. února 2019. O jejichž pořadí rozhodovali svým hlasováním posluchači do 8. února, po dobu dvou týdnů.
| Pořadí | Skupina            | Album                                |
| ------ | ------------------ | ------------------------------------ |
| 1.     | The Beatles        | Abbey Road                           |
| 2.     | Led Zeppelin       | Led Zeppelin II                      |
| 3.     | Pink Floyd         | The Wall                             |
| 4.     | Iron Maiden        | Fear of the Dark                     |
| 5.     | The Beatles        | Sgt.Pepper‘s Lonely Hearts Club Band |
| 6.     | Deep Purple        | Machine Head                         |
| 7.     | Pink Floyd         | The Dark Side of the Moon            |
| 8.     | AC/DC              | Back in Black                        |
| 9.     | Flamengo           | Kuře v hodinkách                     |
| 10.    | Black Sabbath      | Paranoid                             |
| 11.    | The Rolling Stones | Voodoo Lounge                        |
| 12.    | Iron Maiden        | The Number of the Beast              |
| 13.    | Pink Floyd         | Wish You Were Here                   |
| 14.    | Judas Priest       | British Steel                        |
| 15.    | The Rolling Stones | Exile On Main Street                 |
| 16.    | Ozzy Osbourne      | Ozzmosis                             |
| 17.    | Queen              | A Night at the Opera                 |
| 18.    | Led Zeppelin       | Led Zeppelin IV                      |
| 19.    | The Beatles        | Let It Be                            |
| 20.    | Guns N' Roses      | Appetite for Destruction             |
| 21.    | The Rolling Stones | Tattoo You                           |
| 22.    | Kiss               | Alive!                               |

## 88 kytarových sól
88 kytarových sól je žebříček 88 nejlepších kytarových sól, který byl odehrán o víkendu 21. března - 22. března 2020.
| Pořadí | Skladba                          | Autor sóla                 | Skupina                     |
| ------ | -------------------------------- | -------------------------- | --------------------------- |
| 1.     | "Comfortably Numb"               | David Gilmour              | Pink Floyd                  |
| 2.     | "Stairway to Heaven"             | Jimmy Page                 | Led Zeppelin                |
| 3.     | "All Along the Watchtower"       | Jimi Hendrix               | The Jimi Hendrix Experience |
| 4.     | "Free Bird"                      | Allen Collins              | Lynyrd Skynyrd              |
| 5.     | "Texas Flood"                    | Stevie Ray Vaughan         | Stevie Ray Vaughan          |
| 6.     | "Eruption"                       | Eddie Van Halen            | Van Halen                   |
| 7.     | "Highway Star"                   | Ritchie Blackmore          | Deep Purple                 |
| 8.     | "Cause We've Ended As Lovers"    | Jeff Beck                  | Jeff Beck                   |
| 9.     | "25 Or 6 To 4"                   | Terry Kath                 | Chicago                     |
| 10.    | "Hotel California"               | Don Felder/Joe Walsh       | Eagles                      |
| 11.    | "Mr Crowley"                     | Randy Rhoads               | Ozzy Osbourne               |
| 12.    | "Little Wing"                    | Jimi Hendrix               | The Jimi Hendrix Experience |
| 13.    | "Time"                           | David Gilmour              | Pink Floyd                  |
| 14.    | "Layla"                          | Eric Clapton/Duane Allman  | Derek and the Dominos       |
| 15.    | "Sweet Child O' Mine"            | Slash                      | Guns N' Roses               |
| 16.    | "Cliffs Of Dover"                | Eric Johnson               | Eric Johnson                |
| 17.    | "For The Love Of God"            | Steve Vai                  | Steve Vai                   |
| 18.    | "November Rain"                  | Slash                      | Guns N' Roses               |
| 19.    | "Voodoo Child (Slight Return)"   | Jimi Hendrix               | The Jimi Hendrix Experience |
| 20.    | "Shine On Your Crazy Diamond"    | David Gilmour              | Pink Floyd                  |
| 21.    | "Blue Sky"                       | Duane Allman/Dickey Betts  | The Allman Brothers Band    |
| 22.    | "Satch Boogie"                   | Joe Satriani               | Joe Satriani                |
| 23.    | "Lazy"                           | Ritchie Blackmore          | Deep Purple                 |
| 24.    | "Crazy Train"                    | Randy Rhoads               | Ozzy Osbourne               |
| 25.    | "White Room"                     | Eric Clapton               | Cream                       |
| 26.    | "Surfing With The Alien"         | Joe Satriani               | Joe Satriani                |
| 27.    | "Rock You Like A Hurricane"      | Matthias Jabs              | Scorpions                   |
| 28.    | "Sultans Of Swing"               | Mark Knopfler              | Dire Straits                |
| 29.    | "One"                            | Kirk Hammett               | Metallica                   |
| 30.    | "No More Tears"                  | Zakk Wylde                 | Ozzy Osbourne               |
| 31.    | "Since I've Been Loving You"     | Jimmy Page                 | Led Zeppelin                |
| 32.    | "Jessica"                        | The Allman Brothers        | The Allman Brothers         |
| 33.    | "Black Star"                     | Yngwie Malmsteen           | Yngwie Malmsteen            |
| 34.    | "High Hopes"                     | David Gilmour              | Pink Floyd                  |
| 35.    | "Red House"                      | Jimi Hendrix               | The Jimi Hendrix Experience |
| 36.    | "The Rocker"                     | Eric Bell                  | Thin Lizzy                  |
| 37.    | "Those Were The Days"            | Eric Clapton               | Cream                       |
| 38.    | "Bohemian Rhapsody"              | Brian May                  | Queen                       |
| 39.    | "While My Guitar Gently Weeps"   | The Jeff Healey Band       | The Beatles                 |
| 40.    | "Sound Chaser"                   | Steve Howe                 | Yes                         |
| 41.    | "Fade To Black"                  | Kirk Hammett               | Metallica                   |
| 42.    | "Alive"                          | Mike McCready              | Pearl Jam                   |
| 43.    | "Mood For A Day"                 | Steve Howe                 | Yes                         |
| 44.    | "Aqualung"                       | Martin Barre               | Jethro Tull                 |
| 45.    | "Child In Time"                  | Ritchie Blackmore          | Deep Purple                 |
| 46.    | "Like A Hurricane"               | Neil Young                 | Neil Young                  |
| 47.    | "Dreams"                         | Duane Allman               | The Allman Brothers Band    |
| 48.    | "Cortez The Killer"              | Neil Young                 | Neil Young                  |
| 49.    | "Over The Mountain"              | Randy Rhoads               | Ozzy Osbourne               |
| 50.    | "Money"                          | David Gilmour              | Pink Floyd                  |
| 51.    | "Killer Queen"                   | Brian May                  | Queen                       |
| 52.    | "Two Minutes To Midnight"        | Dave Murray/Adrian Smith   | Iron Maiden                 |
| 53.    | "Southern Man"                   | Neil Young                 | Neil Young                  |
| 54.    | "Kid Charlemagne"                | Larry Carlton              | Steely Dan                  |
| 55.    | "Little Wing"                    | Stevie Ray Vaughan         | Stevie Ray Vaughan          |
| 56.    | "Heartbreaker"                   | Jimmy Page                 | Led Zeppelin                |
| 57.    | "Under A Glass Moon"             | John Petrucci              | Dream Theater               |
| 58.    | "Desert Rose"                    | Eric Johnson               | Eric Johnson                |
| 59.    | "Dazed And Confused"             | Jimmy Page                 | Led Zeppelin                |
| 60.    | "Tender Surrender"               | Steve Vai                  | Steve Vai                   |
| 61.    | "Still In Love With You"         | Gary Moore                 | Thin Lizzy                  |
| 62.    | "Bold As Love"                   | Jimi Hendrix               | The Jimi Hendrix Experience |
| 63.    | "Free Will"                      | Rush                       | Rush                        |
| 64.    | "Ramblin' Man"                   | Dicky Betts                | The Allman Brothers Band    |
| 65.    | "Always With Me Always With You" | Joe Satriani               | Joe Satriani                |
| 66.    | "Tale Of Brave Ulysses"          | Eric Clapton               | Cream                       |
| 67.    | "Stranger In A Strange Land"     | Adrian Smith               | Iron Maiden                 |
| 68.    | "You Really Got Me"              | Dave Davies                | The Kinks                   |
| 69.    | "Have A Cigar"                   | David Gilmour              | Pink Floyd                  |
| 70.    | "Stranglehold"                   | Ted Nugent                 | Ted Nugent                  |
| 71.    | "Beyond The Realms Of Death"     | Glenn Tipton               | Judas Priest                |
| 72.    | "Bulls On Parade"                | Tom Morello                | Rage Against The Machine    |
| 73.    | "Miserlou"                       | Dick Dale                  | Dick Dale                   |
| 74.    | "Far Beyond The Sun"             | Yngwie Malmsteen           | Yngwie Malmsteen            |
| 75.    | "Brighton Rock"                  | Brian May                  | Queen                       |
| 76.    | "Dogs"                           | David Gilmour              | Pink Floyd                  |
| 77.    | "Master Of Puppets"              | Kirk Hammett               | Metallica                   |
| 78.    | "Whipping Post"                  | Duane Allman/Dicky Betts   | The Allman Brothers Band    |
| 79.    | "Johnny B. Goode"                | Chuck Berry                | Chuck Berry                 |
| 80.    | "21st Century Schizoid Man"      | Robert Fripp               | King Crimson                |
| 81.    | "War Pigs"                       | Tony Iommi                 | Black Sabbath               |
| 82.    | "Dreams"                         | Eddie Van Halen            | Van Halen                   |
| 83.    | "Whole Lotta Love"               | Jimmy Page                 | Led Zeppelin                |
| 84.    | "Working Man"                    | Alex Lifeson               | Rush                        |
| 85.    | "Painkiller"                     | Glenn Tipton/K. K. Downing | Judas Priest                |
| 86.    | "Black Magic Woman"              | Carlos Santana             | Santana                     |
| 87.    | "Fire And Water"                 | Paul Kossoff               | Free                        |
| 88.    | "The Loner"                      | Gary Moore                 | Thin Lizzy                  |

## 22 nejlepších rockových alb
22 nejlepších rockových alb je žebříček jednadvaceti nejlepších alb hudební historie, který byl odehrán o víkendu 22. srpna - 23. srpna 2020. O jejichž pořadí rozhodovali svým hlasování posluchači během jednoho týdne, od 17. srpna do 21. srpna 2020.
| Pořadí | Skupina                 | Album                                 |
| ------ | ----------------------- | ------------------------------------- |
| 1.     | Pink Floyd              | The Wall                              |
| 2.     | Led Zeppelin            | Led Zeppelin IV                       |
| 3.     | The Beatles             | Sgt. Pepper‘s Lonely Hearts Club Band |
| 4.     | Pink Floyd              | The Dark Side of the Moon             |
| 5.     | AC/DC                   | Back in Black                         |
| 6.     | The Beatles             | Abbey Road                            |
| 7.     | Deep Purple             | Machine Head                          |
| 8.     | Pražský výběr           | Pražský výběr                         |
| 9.     | Iron Maiden             | Fear of the Dark                      |
| 10.    | The Beatles             | Let It Be                             |
| 11.    | Judast Priest           | Painkiller                            |
| 12.    | Metallica               | Metallica                             |
| 13.    | Eagles                  | Hotel California                      |
| 14.    | Black Sabbath           | Paranoid                              |
| 15.    | Pink Floyd              | The Division Bell                     |
| 16.    | Katapult                | 2006                                  |
| 17.    | Led Zeppelin            | Led Zeppelin II                       |
| 18.    | Iron Maiden             | The Number of the Beast               |
| 19.    | Pink Floyd              | Wish You Were Here                    |
| 20.    | Deep Purple             | Deep Purple in Rock                   |
| 21.    | The Rolling Stones      | Bridges to Babylon                    |
| 20.    | Vladimír Mišík a Etc... | Etc...                                |